# Coco Montoya
Coco Montoya (né Henry Montoya, le 2 octobre 1951 à Santa Monica) est un guitariste américain de blues connu notamment pour avoir été membre des Bluesbreakers.

## Carrière
La carrière de Coco Montoya commence au milieu des années 1970 lorsque Albert Collins lui demande de rejoindre son groupe en tant que batteur. Collins le prend sous son aile et lui apprend le style de guitare « icy hot ». Au début des années 1980, John Mayall entend Montoya jouer dans un bar de Los Angeles. Peu après, Mayall lui demande de rejoindre la nouvelle formation des Bluesbreakers, groupe dont il restera membre dix ans.

## Discographie à son nom
- 1995 : Gotta Mind To Travel
- 1996 : Ya Think I'd Know Better
- 1997 : Just Let Go
- 2000 : Suspicion
- 2002 : Can't Look Back
- 2007 : Dirty Deal
- 2009 : The Essential Coco Montoya (compilation)
- 2010 : I Want It All Back
- 2014 : Songs from the road
- 2023 : Writing on the Wall[2]